# Mothocya taurica
Mothocya taurica là một loài chân đều trong họ Cymothoidae. Loài này được Czerniavsky miêu tả khoa học năm 1868.